# 仙新路駅
仙新路駅（せんしんろえき）は、南京市棲霞区尭佳路と仙新路の交差点にある、南京地下鉄の駅である。
当該駅は南京地下鉄7号線の駅では最北東端に位置する。7号線と8号線(計画中)が乗り入れ、両路線の接続駅となっている。

## 駅名
事業着手当初は南京地下鉄集団は「仙新路駅」の仮称を用いており、2019年11月28日に「仙新路駅」を駅名として第一次公示され、2020年1月18日に第一次公示のより駅名が「仙新路駅」に決定したことが発表された。

## 歴史
- 2022年12月28日7号線の駅として開業[3]。

## 駅構造

### のりば
| 番線 | 路線            | 行先                          | 行先          |
| ---- | --------------- | ----------------------------- | ------------- |
|      | 南京地下鉄7号線 | 福建路・清涼山・大士茶亭 方面 | 西善橋駅 行き |

## 隣の駅
南京地下鉄
■7号線
仙新路駅- 尭化門駅